# Saro Shrimp
Le Saunders Roe A.37 Shrimp (crevette) était un hydravion à coque expérimental britannique biplace et quadrimoteur, construit dans les années 1930 par Saunders-Roe Limited (en abrégé, Saro) à Cowes.

## Opérateurs
Royaume-Uni
- Ministère de l'Air
- Saunders-Roe